# Secretaría de Gobernación

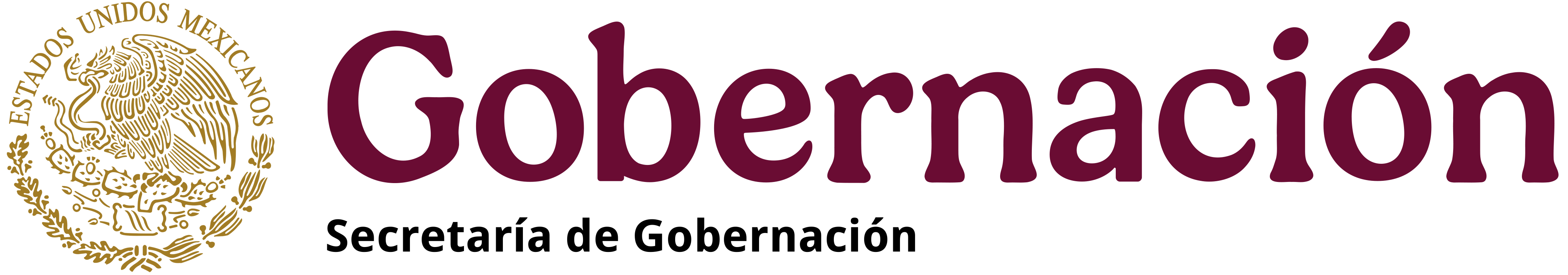
SEGOB

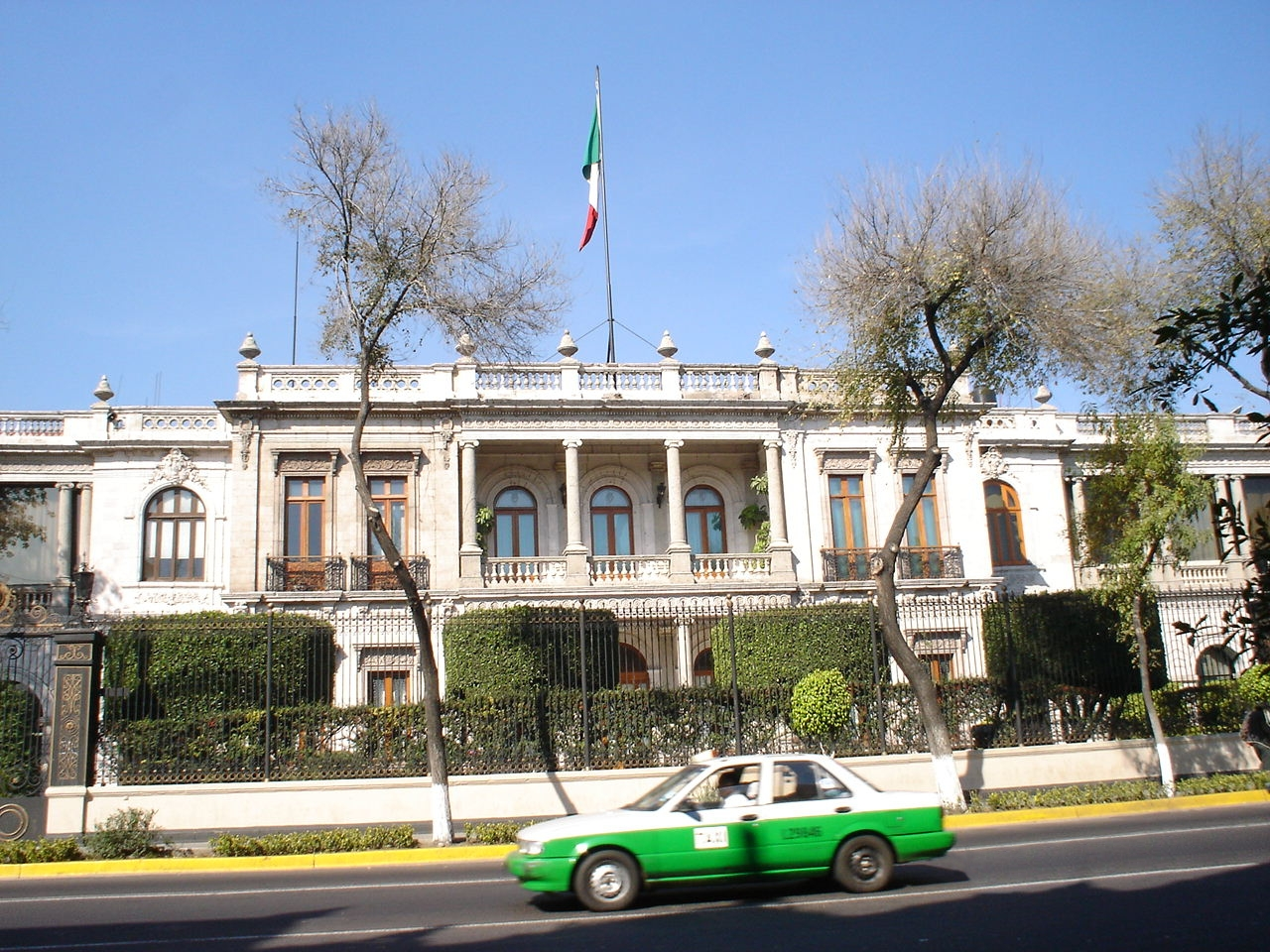
SEGOB-Zentrale, Mexiko-Stadt

Das Secretaría de Gobernación (SEGOB, dt. Regierungssekretariat) ist die mexikanische politische Institution für die innere Politik, vergleichbar mit einem Innenministerium. Die Gründung erfolgte 1884; Dienstsitz ist Mexiko-Stadt. Für die öffentliche Sicherheit ist in Mexiko das Secretaría de Seguridad Pública (SSP) zuständig.
Dem SEGOB untersteht das „Untersekretariat der Regierung“ (Subsecretaría de Gobierno) und das Subsecretaría de Enlace Legislativo, das sich mit Aufgaben im Zusammenhang mit der Gesetzgebung befasst. Mit juristischen Angelegenheiten und Menschenrechten befasst sich das Subsecretaría de Asuntos Jurídicos y Derechos Humanos und das Subsecretaría de Población, Migración y Asuntos Religiosos mit den Themengebieten Population, Migration und religiöse Angelegenheiten. Neben einem weiteren Untersekretariat „Normativität der Mittel“ (Normatividad de Medios) gehört zum SEGOB noch die Generalkoordinierungsstelle für Zivilschutz (Coordinación General de Protección Civil).
Ferner ist dem Sekretariat auch die Generaldirektion für Medien, die Dirección General de Radio, Televisión y Cinematografía (RTC), und der mexikanische Geheimdienst, das Centro de Investigación y Seguridad Nacional (CISEN) unterstellt.

## Bisherige Sekretäre
Das Amt eines „Secretario“ / einer „Secretaria“ der Regierung in Mexiko ist vergleichbar mit dem eines Ministers einer Staatsregierung.
| Amtsinhaber                            | Amtszeit                               | Präsident                              | Zeitraum                               |
| Secretario / Secretaria de Gobernación | Secretario / Secretaria de Gobernación | Secretario / Secretaria de Gobernación | Secretario / Secretaria de Gobernación |
| -------------------------------------- | -------------------------------------- | -------------------------------------- | -------------------------------------- |
| Manuel Romero Rubio                    | 1884–1895                              | Porfirio Díaz                          | 1884–1911                              |
| Manuel González Cossío                 | 1895–1903                              | Porfirio Díaz                          | 1884–1911                              |
| Ramón Corral                           | 1903–1911                              | Porfirio Díaz                          | 1884–1911                              |
| Emilio Vázquez Gómez                   | 1911                                   | Francisco León de la Barra             | 1911                                   |
| Alberto García Granados                | 1911                                   | Francisco León de la Barra             | 1911                                   |
| Abraham González Casavantes            | 1911–1912                              | Francisco I. Madero                    | 1911–1913                              |
| Jesús Flores Magón                     | 1912                                   | Francisco I. Madero                    | 1911–1913                              |
| Rafael Hernández                       | 1912–1913                              | Francisco I. Madero                    | 1911–1913                              |
| Victoriano Huerta                      | 1913                                   | Pedro Lascurain                        | 1913                                   |
| Alberto García Granados                | 1913                                   | Victoriano Huerta                      | 1913–1914                              |
| Aureliano Urrutia                      | 1913                                   | Victoriano Huerta                      | 1913–1914                              |
| Manuel Garza Aldape                    | 1913                                   | Victoriano Huerta                      | 1913–1914                              |
| Ignacio Alcocer                        | 1913–1914                              | Victoriano Huerta                      | 1913–1914                              |
| José María Luján                       | 1914                                   | Francisco S. Carvajal                  | 1914                                   |
| ?                                      | 1914                                   | Venustiano Carranza                    | 1914                                   |
| Lucio Blanco                           | 1914–1915                              | Eulalio Gutiérrez                      | 1914–1915                              |
| ?                                      | 1915                                   | Roque González Garza                   | 1915                                   |
| José Quevedo                           | 1915                                   | Francisco Lagos Cházaro                | 1915                                   |
| Manuel Aguirre Berlanga                | 1917–1920                              | Venustiano Carranza                    | 1917–1920                              |
| Gilberto Valenzuela                    | 1920                                   | Adolfo de la Huerta                    | 1920                                   |
| José Inocente Lugo                     | 1920                                   | Adolfo de la Huerta                    | 1920                                   |
| Plutarco Elías Calles                  | 1920–1923                              | Álvaro Obregón                         | 1920–1924                              |
| Gilberto Valenzuela                    | 1923                                   | Álvaro Obregón                         | 1920–1924                              |
| Enrique Colunga                        | 1923–1924                              | Álvaro Obregón                         | 1920–1924                              |
| Romeo Ortega                           | 1924                                   | Álvaro Obregón                         | 1920–1924                              |
| Romeo Ortega                           | 1924–1925                              | Plutarco Elías Calles                  | 1924–1928                              |
| Gilberto Valenzuela                    | 1925                                   | Plutarco Elías Calles                  | 1924–1928                              |
| Adalberto Tejeda                       | 1925–1928                              | Plutarco Elías Calles                  | 1924–1928                              |
| Gonzalo Vázquez Vela                   | 1928                                   | Plutarco Elías Calles                  | 1924–1928                              |
| Emilio Portes Gil                      | 1928                                   | Plutarco Elías Calles                  | 1924–1928                              |
| Felipe Canales                         | 1928–1930                              | Emilio Portes Gil                      | 1928–1930                              |
| Emilio Portes Gil                      | 1930                                   | Pascual Ortiz Rubio                    | 1930–1932                              |
| Carlos Riva Palacio                    | 1930–1931                              | Pascual Ortiz Rubio                    | 1930–1932                              |
| Octavio Mendoza González               | 1931                                   | Pascual Ortiz Rubio                    | 1930–1932                              |
| Lázaro Cárdenas del Río                | 1931                                   | Pascual Ortiz Rubio                    | 1930–1932                              |
| Manuel C. Téllez                       | 1931–1932                              | Pascual Ortiz Rubio                    | 1930–1932                              |
| Juan José Ríos                         | 1932                                   | Pascual Ortiz Rubio                    | 1930–1932                              |
| Eduardo Vasconcelos                    | 1932–1934                              | Abelardo L. Rodríguez                  | 1932–1934                              |
| Narciso Bassols                        | 1934                                   | Abelardo L. Rodríguez                  | 1932–1934                              |
| Juan D. Cabral                         | 1934                                   | Abelardo L. Rodríguez                  | 1932–1934                              |
| Juan de Dios Bojórquez                 | 1934–1935                              | Lázaro Cárdenas del Río                | 1934–1940                              |
| Silvano Barba González                 | 1935                                   | Lázaro Cárdenas del Río                | 1934–1940                              |
| Silvestre Guerrero                     | 1935–1938                              | Lázaro Cárdenas del Río                | 1934–1940                              |
| Ignacio García Téllez                  | 1938–1940                              | Lázaro Cárdenas del Río                | 1934–1940                              |
| Miguel Alemán Valdés                   | 1940–1945                              | Manuel Ávila Camacho                   | 1940–1946                              |
| Primo Villa Michel                     | 1945–1946                              | Manuel Ávila Camacho                   | 1940–1946                              |
| Héctor Pérez Martínez                  | 1946–1948                              | Miguel Alemán Valdés                   | 1946–1952                              |
| Ernesto P. Uruchurtu                   | 1948                                   | Miguel Alemán Valdés                   | 1946–1952                              |
| Adolfo Ruiz Cortines                   | 1948–1951                              | Miguel Alemán Valdés                   | 1946–1952                              |
| Ernesto P. Uruchurtu                   | 1951–1952                              | Miguel Alemán Valdés                   | 1946–1952                              |
| Angel Carvajal                         | 1952–1958                              | Adolfo Ruiz Cortines                   | 1952–1958                              |
| Gustavo Díaz Ordaz                     | 1958–1963                              | Adolfo López Mateos                    | 1958–1964                              |
| Luis Echeverría Álvarez                | 1963–1964                              | Adolfo López Mateos                    | 1958–1964                              |
| Luis Echeverría Álvarez                | 1964–1969                              | Gustavo Díaz Ordaz                     | 1964–1970                              |
| Mario Moya Palencia                    | 1969–1970                              | Gustavo Díaz Ordaz                     | 1964–1970                              |
| Mario Moya Palencia                    | 1970–1976                              | Luis Echeverría Álvarez                | 1970–1976                              |
| Jesús Reyes Heroles                    | 1976–1978                              | José López Portillo                    | 1976–1982                              |
| Enrique Olivares Santana               | 1978–1982                              | José López Portillo                    | 1976–1982                              |
| Manuel Bartlett Díaz                   | 1982–1988                              | Miguel de la Madrid                    | 1982–1988                              |
| Fernando Gutiérrez Barrios             | 1988–1993                              | Carlos Salinas de Gortari              | 1988–1994                              |
| Patrocinio González Garrido            | 1993–1994                              | Carlos Salinas de Gortari              | 1988–1994                              |
| Jorge Carpizo MacGregor                | 1994                                   | Carlos Salinas de Gortari              | 1988–1994                              |
| Esteban Moctezuma                      | 1994–1995                              | Ernesto Zedillo                        | 1994–2000                              |
| Emilio Chuayffet                       | 1995–1998                              | Ernesto Zedillo                        | 1994–2000                              |
| Francisco Labastida Ochoa              | 1998–1999                              | Ernesto Zedillo                        | 1994–2000                              |
| Diódoro Carrasco Altamirano            | 1999–2000                              | Ernesto Zedillo                        | 1994–2000                              |
| Carlos Abascal Carranza                | 2005–2006                              | Vicente Fox                            | 2000–2006                              |
| Santiago Creel                         | 2000–2005                              | Vicente Fox                            | 2000–2006                              |
| Francisco Javier Ramírez Acuña         | 2006–2008                              | Felipe Calderón Hinojosa               | 2006–2012                              |
| Juan Camilo Mouriño                    | 2008                                   | Felipe Calderón Hinojosa               | 2006–2012                              |
| Fernando Gómez-Mont                    | 2008–2010                              | Felipe Calderón Hinojosa               | 2006–2012                              |
| Francisco Blake Mora                   | 2010–2011                              | Felipe Calderón Hinojosa               | 2006–2012                              |
| Alejandro Poiré Romero                 | 2011–2012                              | Felipe Calderón Hinojosa               | 2006–2012                              |
| Miguel Ángel Osorio Chong              | 2012–2018                              | Enrique Peña Nieto                     | 2012–2018                              |
| Alfonso Navarrete Prida                | 2018                                   | Enrique Peña Nieto                     | 2012–2018                              |
| Olga Sánchez Cordero                   | 2018–2021                              | Andrés Manuel López Obrador            | 2018–2024                              |
| Adán Augusto López                     | 2021–2023                              | Andrés Manuel López Obrador            | 2018–2024                              |
| Alejandro Encinas Rodríguez            | 2023                                   | Andrés Manuel López Obrador            | 2018–2024                              |
| Luisa María Alcalde Luján              | 2023–2024                              | Andrés Manuel López Obrador            | 2018–2024                              |
| Rosa Icela Rodríguez                   | 2024–                                  | Claudia Sheinbaum                      | 2024–                                  |